# Milo (Vorname)
Milo ist ein männlicher Vorname.

## Herkunft und Bedeutung
Die Herkunft des Namens Milo lässt sich nicht mit letzter Sicherheit bestimmen. Möglich sind folgende Herleitungen:
- alte deutsche Kurzform verschiedener germanischer Namen mit dem Element mild:[2] „mild“[3]
- alte deutsche Kurzform verschiedener slawischer Namen mit dem Element mil:[2] „lieb“, „Gunst“[4][5]
- moderne slawische Kurzform verschiedener slawischer Namen mit dem Element mil:[2] „lieb“, „Gunst“[4]

## Verbreitung
Seit 2005 kommt der Name Milo in Deutschland häufiger vor. Im Jahr 2021 belegte der Name Rang 45 in der Hitliste der beliebtesten Jungennamen. Besonders verbreitet ist der Name in Ostdeutschland.
In Österreich war der Name von 1985 bis 2006 hin und wieder in den Hitlisten anzutreffen. Seit 2007 steigt seine Beliebtheit stetig. Im Jahr 2023 erzielte er seine beste Platzierung mit Rang 154. In den letzten 10 Jahren wurde er etwa 260 Mal gewählt. Der Name kommt in der Schweiz seit den 1930er Jahren in der Namensgebung vor, jedoch war er über Jahre nur mäßig beliebt. Seit den frühen 2000er Jahren steigt seine Beliebtheit stetig und seit 2017 hat er sich in den Top-100 etabliert. Von 1930 bis 2023 wurde er rund 1.700 Mal vergeben. Die Vergabe ist auch in Liechtenstein nachgewiesen.
Der Name befindet sich in Belgien seit 2005 in den Top-200 und seit 2014 in den Top-100. Die beste Platzierung erzielte er im Jahr 2021 mit Rang 28. Der Vorname Milo kommt in Frankreich seit den frühen 1990er Jahren jährlich in den Hitlisten vor, seit der Jahrtausendwende ist seine Popularität stark gestiegen. Seit 2015 liegt er in den Top-100 und seit 2020 in den Top-50. In den Niederlanden ist der Name seit den 1930er Jahren regelmäßig in der Namensgebung vertreten. Seit 2012 liegt er durchgehend in den Top-200 und seit 2022 in den Top-100 der Hitlisten. Im Jahr belegte er 2024 Rang 67.
In Italien hat sich der Name seit dem Jahr 2020 in den Top-200 etabliert. Seit Mitte der 2000er Jahre befindet er sich in Dänemark in einem Aufwärtstrend. In Norwegen wird er hingegen nur sporadisch vergeben. In Schweden pendelt der Name seit 2010 um Rang 50. Der Name kommt in Finnland seit dem Jahr 2020 durchgehend in den Top-50 vor. In Polen wird der Name seit 2010 alljährlich bei der Namenswahl berücksichtigt.
Der Name wird in England und Wales seit 1996 alljährlich vergeben. Seit 2020 befindet er sich in den Top-100. In Schottland gilt Milo als mäßig beliebt und wird seit den 1990er Jahren regelmäßig vergeben. In Nordirland ist der Name seit Mitte der 2000er Jahre durchgehend in den Hitlisten anzutreffen, er wird als mäßig populär gesehen. Der Name kommt in Irland seit 1964 jedes Jahr in den Vornamenscharts vor.
Milo lag in den USA von 1880 bis in die frühen 1960er Jahre in den Top-1000. Seit der Jahrtausendwende befindet er sich in einem starken Aufwärtstrend, der den Namen von Rang 981 auf 121 im Jahr 2023 führte. Die Beliebtheit des Namens steigt in Kanada seit der Jahrtausendwende stark. Seit 2017 liegt er in den Top-200 und seit 2022 in den Top-100.

## Varianten
- englisch: Miles
- deutsch: Milow, Mailo, Mylo
- kroatisch, serbisch, mazedonisch: Mile
- slawische Koseform: Milko

## Namenstag
Der Namenstag von Milo wird am 7. September gefeiert.

## Namensträger
- Titus Annius Milo († 48 v. Chr.), römischer Politiker
- Milo von Trier († 761/62), Bischof von Trier und Reims
- Milo von Minden († um 996), Bischof von Minden
- Milo (1910–1978), deutscher Maler und Grafiker
- Milo Aukerman (* 1963), US-amerikanischer Musiker
- Milo Barus (1906–1977), deutscher Schwerathlet und Kraftakrobat
- Milo De Angelis (* 1951), italienischer Dichter, Literaturkritiker und Übersetzer
- Milo Dor (1923–2005), österreichischer Schriftsteller
- Milo Đukanović (* 1962), Politiker in Montenegro
- Milo Manara (* 1945), italienischer Comiczeichner
- Milo Pablo Momm (* 1977), deutscher Regisseur, Tänzer und Choreograf
- Milo Parker (* 2002), britischer Kinderdarsteller
- Milo Ventimiglia (* 1977), US-amerikanischer Schauspieler
- Milo Yiannopoulos (* 1984), britischer Journalist